# 杨芳蚤
杨芳蚤（1593年—？），号斗北，四川保宁府南部县人，明朝政治人物。

## 生平
万历四十三年（1612年）乙卯科举人，崇祯四年（1631年）辛未科进士。户部观政，五年授宿松县知县，以考察免职。十二年起补镇江府知事，升定海县知县。崇祯年间接替高射斗任兴化府知府一职，崇祯十六年（1643年）由刘永祚接任。